# Calamotropha albistrigellus
Calamotropha albistrigellus là một loài bướm đêm trong họ Crambidae.